# Nora Polley
Nora Margaret Polley, z domu Fischer (ur. 29 lipca 1894 w Budaun, zm. w 1988 w Leominster) – indyjska tenisistka, uczestniczka Letnich Igrzysk Olimpijskich 1924, pierwsza kobieta reprezentująca Indie na igrzyskach olimpijskich.
Podczas igrzysk olimpijskich uczestniczyła w rywalizacji tenisowej w singlu i mikście. W pierwszej rundzie gry pojedynczej miała wolny los, w drugiej wygrała z Greczynką Leną Valaoritou-Skaramagną. W trzeciej rundzie poniosła porażkę z Hiszpanką Lilí Álvarez.
W grze mieszanej jej partnerem był Sydney Jacob. W pierwszej rundzie mieli wolny los, lecz w drugiej rundzie odpadli po porażce z parą z Irlandii.